# منتخب إسواتيني لكرة السلة
منتخب سوازيلاند لكرة السلة هو ممثل سوازيلاند الرسمي في المنافسات الدولية في كرة السلة. ينتمي إلى منطقة الاتحاد الأفريقي لكرة السلة. انضم إلى الاتحاد الدولي لكرة السلة في عام 2000.